# 捻架
捻架（ねんか、ねんが）は交流送電において、架空送電線路の各相のインダクタンスや静電容量の不平衡を解消するために考案された手法。
交流送電では、主に三相三線送電方式が用いられている。この送電方法では各相120度ずつの位相角のずれとなり全体の位相の和が0となるが、架空送電において架空送電線の線路の位置が異なると、場所によって相間、もしくは大地間において、作用するリアクタンスや静電容量が異なり、力率にずれが生じる。
そのため送電中で、送電線路を捻ることで各相の電圧、電流のずれを解消し、三相スター結線の中性点、または変圧器の中性点に残留電圧を発生することを防ぎ、効率よく送電が行うことができる。つまり、捻架を行うことで送電による電力損失を減少させることができる。これは高電圧送電であれば特に顕著に差が現れるため、鉄塔による高所高圧送電線路では、送電電圧[kV]に1[km]を掛けた値毎に、捻架が行われている。
また、通信線への誘導を低減することが出来ることから、最も簡易な損失削減手法として国際的に用いられている。ただし捻架によるコロナの防止は期待できない。